# Mała Jaromyrka
Mała Jaromyrka (ukr. Мала Яромирка) – wieś na Ukrainie, w obwodzie chmielnickim, w rejonie chmielnickim, w hromadzie Gródek, nad Jaromyrką. W 2001 roku liczyła 425 mieszkańców.